# Kvalifikace na Mistrovství světa ve fotbale 1986

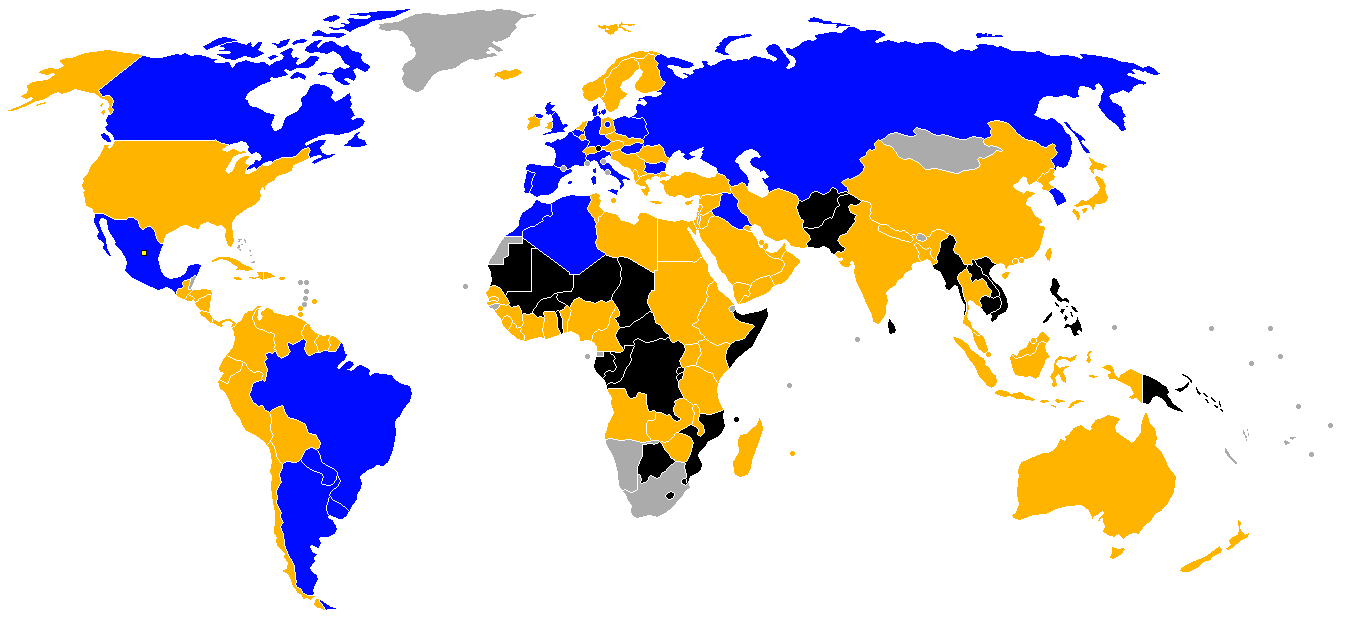
Státy v modrém se na závěrečný turnaj kvalifikovaly, země vyznačené žlutě v kvalifikaci vypadly.

V kvalifikaci na Mistrovství světa ve fotbale 1986 se národní týmy ze šesti fotbalových konfederací ucházely o 22 postupových míst na závěrečný turnaj. Pořadatelské Mexiko spolu s obhájcem titulu – Itálií měli účast na závěrečném turnaji jistou. Kvalifikace se účastnilo 121 zemí.
| Region                                        | Počet místenek na finálovém turnaji pro tento region | Počet účastníků kvalifikace v tomto regionu |
| --------------------------------------------- | ---------------------------------------------------- | ------------------------------------------- |
| Afrika (CAF)                                  | 2                                                    | 29                                          |
| Asie (AFC)                                    | 2                                                    | 27                                          |
| Evropa (UEFA)                                 | 13,5* (včetně Itálie)                                | 32                                          |
| Jižní Amerika (CONMEBOL)                      | 4                                                    | 10                                          |
| Oceánie (OFC)                                 | 0,5*                                                 | 4                                           |
| Severní, Střední Amerika a Karibik (CONCACAF) | 2 (včetně pořadatelského Mexika)                     | 17                                          |

* Poloviny míst znamenají místa v mezikontinentální baráži.

## Kvalifikační skupiny
Celkem 110 týmů sehrálo alespoň jeden kvalifikační zápas. Sehráno jich bylo 308, padlo v nich 801 branek (tj. 2,6 na zápas).

### Afrika (CAF)
(29 týmů bojujících o 2 místenky)
V africké kvalifikaci byly čtyři fáze hrané vyřazovacím systémem doma a venku. Nejlepší 3 týmy byly nasazeny přímo do druhé fáze, zatímco zbylých 26 účastníků začínalo v první fázi. Dva vítězové čtvrté fáze postoupili na závěrečný turnaj.

### Asie (AFC)
(27 týmů bojujících o 2 místenky)
Týmy zóny AFC byly rozděleny do dvou zón podle geografických kritérií. Zóna A měla 13 týmů, zóna B 14 celků. V první fázi byly v každé zóně čtyři skupiny po třech, resp. čtyřech týmech. V nich se utkal každý s každým dvoukolově doma a venku. Vítězové skupin se v rámci své zóny utkali vyřazovacím systémem doma a venku o místenku na MS. Z každé ze dvou zón tudíž na MS postoupil jeden tým.

### Evropa (UEFA)
(32 týmů bojujících o 12 nebo 13 místenek - mezikontinentální baráž proti celku ze zóny OFC rozhodla o držiteli zbylé místenky)
Celkem 32 reprezentací bylo rozlosováno do 7 skupin po čtyřech, resp. pěti týmech. Ze pětičlenných skupin postupovaly první dva týmy přímo na MS. Ze tři čtyřlenných skupin postupovali přímo pouze vítězové, zatímco na trojici týmů ze druhých míst těchto skupn čekala baráž. Jeden z těchto celků byl nalosován do mezikontinentální baráže proti vítězi zóny OFC, zatímco zbylé dva se utkaly systémem doma a venku o zbylou místenku.

### Jižní Amerika (CONMEBOL)
(10 týmů bojujících o 4 místenky)
Desítka týmů byla rozlosována do dvou skupin po třech a jedné čtyřčlenné skupiny. Ve skupinách se hrálo dvoukolově každý s každým doma a venku. Vítězové skupin postoupili přímo na MS. Týmy ze druhých míst tříčlenných skupin a celky ze druhého a třetího týmu čtyřčlenné skupiny se utkaly dvoufázově vyřazovacím systémem doma a venku o zbylou místenku.

### Oceánie (OFC)
(4 týmy bojující o 0 nebo 1 místenku - baráž proti týmu z Evropy rozhodla o držiteli této místenky)
Oceánské zóny se z politických důvodů zúčastnily také celky  Tchaj-wan a  Izrael. Čtveřice týmů vytvořila jednu skupinu, ve které se utkali dvoukolově každý s každým doma a venku o postup do mezikontinentální baráže proti týmu z Evropy.

### Severní, Střední Amerika a Karibik (CONCACAF)
(17 týmů bojujících o 1 místenku)
Kvalifikace zóny CONCACAF se hrála v rámci Mistrovství Severní, Střední Ameriky a Karibiku 1985. Všichni účastníci kromě jednoho přímo nasazeného se nejprve utkali systémem doma a venku o postup na závěrečný turnaj. V rámci něho bylo 9 týmů rozlosováno do 3 skupin po 3 týmech, které se utkaly dvoukolově každý s každým doma a venku. Vítězové skupin následně postoupili do finálové fáze, kde se celky utkaly znovu dvoukolově doma a venku. Vítěz finálové fáze postoupil na MS.

## Mezikontinentální baráž
Druhý tým z jedné ze čtyřčlenných skupin UEFA ( Skotsko) se utkal s vítězem zóny OFC ( Austrálie).
| 20. listopadu 1985       |       |           |                                             |
| Skotsko                  | 2 – 0 | Austrálie | Glasgow rozhodčí: Christov (Československo) |
| Cooper 57' McAvennie 60' |       |           | Glasgow rozhodčí: Christov (Československo) |

| 4. prosince 1985 |       |         |                                       |
| Austrálie        | 0 – 0 | Skotsko | Melbourne rozhodčí: Wright (Brazílie) |
|                  |       |         | Melbourne rozhodčí: Wright (Brazílie) |

Skotsko zvítězilo celkovým skóre 2:0 a postoupilo na Mistrovství světa ve fotbale 1986.